# Bahnstrecke Saint-Florent-sur-Cher–Issoudun
| Issoudun, Ansicht von Südwesten, März 2009 |                      |                                                     |                                                     |
| Streckennummer (SNCF): | 691 000              |                                                     |                                                     |
| Kursbuchstrecke (SNCF): | 113                  |                                                     |                                                     |
| Streckenlänge: | 23,5 km              |                                                     |                                                     |
| Spurweite: | 1435 mm (Normalspur) |                                                     |                                                     |
| Maximale Neigung: | 8 ‰                  |                                                     |                                                     |
| Zweigleisigkeit: | ehem. ja             |                                                     |                                                     |
| |                      |                                                     |                                                     |
| \| \| \| Bahnstrecke Bourges–Miécaze von Bourges \| \| \| \| 0,0 239,2 \| Saint-Florent-sur-Cher \| 148 m \| \| \| 0,2 \| Bahnstrecke Bourges–Miécaze n. Miécaze ü. St-Amand \| Bahnstrecke Bourges–Miécaze n. Miécaze ü. St-Amand \| \| \| ~0,8 \| Cher (Viaduc de Saint Florent sur Cher, 420 m) \| Cher (Viaduc de Saint Florent sur Cher, 420 m) \| \| \| \| Bahnstrecke Saint-Florent–Marçais (SE) nach Marçais \| \| \| \| 6,0 \| Civray (Cher) \| Civray (Cher) \| \| \| \| Arnon \| \| \| \| 11,7 \| Chârost \| 130 m \| \| \| ~12,0 \| N 151 \| N 151 \| \| \| ~13,4 \| Département Cher/Indre \| Département Cher/Indre \| \| \| ~19,8 \| \| \| \| \| 22,0 \| Bahnstrecke Orléans–Montauban v. Orléans ü. Vierzon \| Bahnstrecke Orléans–Montauban v. Orléans ü. Vierzon \| \| \| ~22,3 \| Chemiewerk \| Chemiewerk \| \| \| ~22,4 \| Rue du 19 Mars 1962 (ehem. N 760) \| Rue du 19 Mars 1962 (ehem. N 760) \| \| \| 23,5 237,0 \| Issoudun \| 129 m \| \| \| \| Bahnstrecke Orléans–Montauban nach Montauban \| \| |                      |                                                     |                                                     |
| Strecke |                      | Bahnstrecke Bourges–Miécaze von Bourges             | Bahnstrecke Bourges–Miécaze von Bourges             |
| U-Bahn-Kopfbahnhof Streckenanfang · Bahnhof | 0,0 239,2            | Saint-Florent-sur-Cher                              | 148 m                                               |
| Abzweig geradeaus und nach links · Strecke quer | 0,2                  | Bahnstrecke Bourges–Miécaze n. Miécaze ü. St-Amand  | Bahnstrecke Bourges–Miécaze n. Miécaze ü. St-Amand  |
| U-Bahn-Brücke über Wasserlauf | ~0,8                 | Cher (Viaduc de Saint Florent sur Cher, 420 m)      | Cher (Viaduc de Saint Florent sur Cher, 420 m)      |
| U-Bahn-Strecke nach links · Kreuzung geradeaus oben · U-Bahn-Strecke quer |                      | Bahnstrecke Saint-Florent–Marçais (SE) nach Marçais | Bahnstrecke Saint-Florent–Marçais (SE) nach Marçais |
| Bahnhof (Strecke außer Betrieb) | 6,0                  | Civray (Cher)                                       | Civray (Cher)                                       |
| Brücke über Wasserlauf (Strecke außer Betrieb) |                      | Arnon                                               | Arnon                                               |
| Bahnhof (Strecke außer Betrieb) | 11,7                 | Chârost                                             | 130 m                                               |
| Bahnübergang (Strecke außer Betrieb) | ~12,0                | N 151                                               | N 151                                               |
| Grenze (Strecke außer Betrieb) | ~13,4                | Département Cher/Indre                              | Département Cher/Indre                              |
| | ~19,8                |                                                     |                                                     |
| Abzweig geradeaus und von rechts | 22,0                 | Bahnstrecke Orléans–Montauban v. Orléans ü. Vierzon | Bahnstrecke Orléans–Montauban v. Orléans ü. Vierzon |
| Abzweig geradeaus und von links | ~22,3                | Chemiewerk                                          | Chemiewerk                                          |
| Brücke | ~22,4                | Rue du 19 Mars 1962 (ehem. N 760)                   | Rue du 19 Mars 1962 (ehem. N 760)                   |
| Bahnhof | 23,5 237,0           | Issoudun                                            | 129 m                                               |
| Strecke |                      | Bahnstrecke Orléans–Montauban nach Montauban        | Bahnstrecke Orléans–Montauban nach Montauban        |

Die Bahnstrecke Saint-Florent-sur-Cher–Issoudun war eine 23,5 km lange, ehemals doppelgleisige Eisenbahnstrecke in den französischen Départements Cher und Indre, die seit 1990 deklassiert ist. Die Gleise wurden entfernt, die beiden Unterwegsbahnhöfe sind noch existent.

## Geschichte

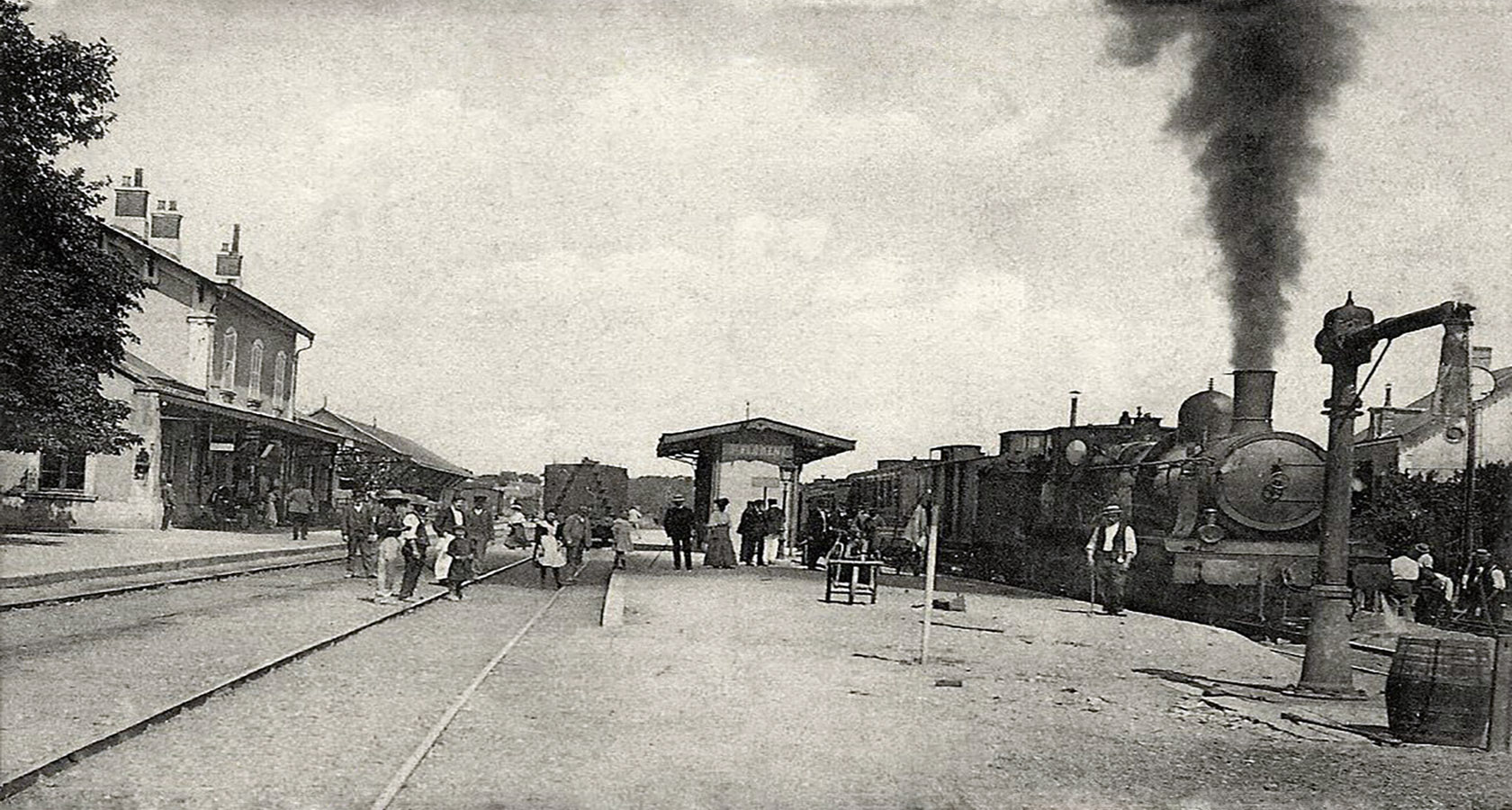
Bahnhofszene Saint-Florent-sur-Cher

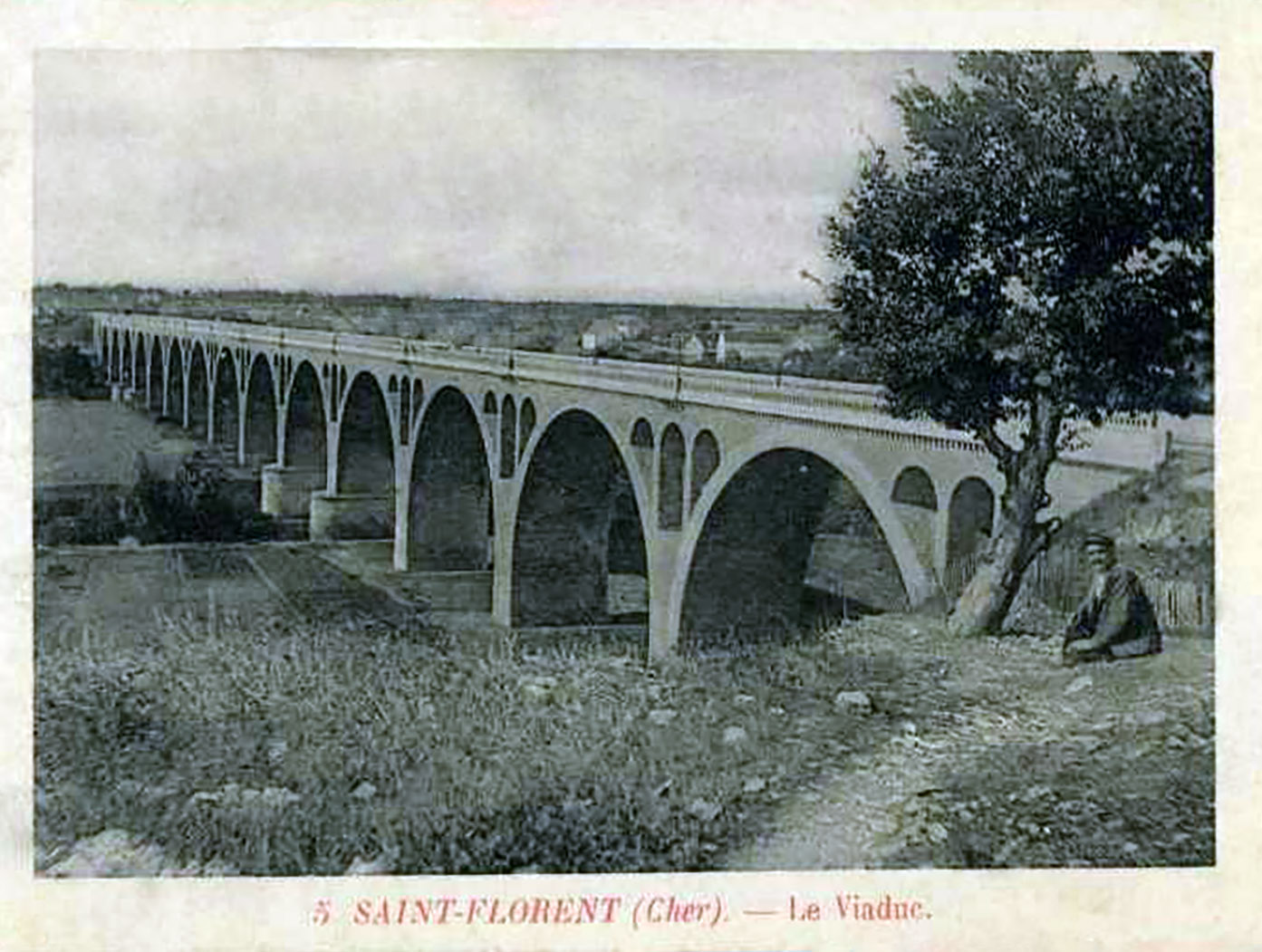
Eisenbahnviadukt bei Saint-Florent

Die Strecke entstand im Rahmen des 1879 vorgeschlagenen Plan Freycinet, bei dem es um die planmäßige Verdichtung des Streckennetzes zu einer wirtschaftlichen Prosperierung ging. Dabei wurde sie mit der Nummer 93 von 181 neuen Strecken geführt. Mit Verordnung vom 20. April 1882 wurde die Strecke für gemeinnützig erklärt und der Bahngesellschaft Compagnie du chemin de fer de Paris à Orléans (PO) zugesprochen, die sie am 18. Dezember 1893 in Betrieb nahm.
Am 1. Dezember 1933 wurde der Personenverkehr eingestellt, der Güterverkehr in drei Schritten von Ost nach West: Am 9. Mai 1948 die knapp 6 km zwischen Saint-Florent und Civray, am 4. Oktober 1959 Civray bis Charost und der verbliebene, knapp 12 km lange Abschnitt bis Issoudun am 3. April 1972. Die Entwidmung der Strecke fand für den Abschnitt Saint-Florent-sur-Cher–Charost am 29. Oktober 1970, für den Abschnitt bis Charost (BK 13,3) am 22. August 1990 statt.